# 叔孙婼
叔孙婼（？—前517年），姬姓，叔孙氏第6代宗主，名婼，谥昭，又被称为叔孙昭子，是叔孙豹的儿子，孟丙、仲壬和竖牛的弟弟。前538年，叔孙豹與庚宗女生的兒子竖牛害死了他和齊女生的兒子孟丙、仲壬，不送食物給叔孙豹。十二月廿八乙卯日，叔孙豹去世，竖牛立其弟叔孙婼為宗主。次年，三桓四分公室，叔孙婼驅逐了擁立自己的哥哥竖牛，竖牛被孟丙、仲壬之族所殺。前525年，郯國國君來魯國聘問，講說了鳥名為官號之事，叔孙婼接待。前519年，邾国人向晋国投诉鲁国，晋国前来问罪。叔孙婼去到晋国，晋国人就把他扣留了。晋人让叔孙婼和邾国大夫辩论，叔孙婼说：“各国的卿相相当于小国的国君，这本是周朝的制度。何况邾国还是夷人呢！有寡君所任命的副使子服回在，请让他担任这件事吧。因为我不敢废弃周朝的制度。”于是不去辩论。晋朝的韩宣子打算把叔孙婼交给邾人。叔孙婼听说了，便不带随从和武器，只身前往。经士弥牟的劝说，韩宣子终于没有把叔孙婼交给邾人，而是让他住在箕地。范献子想向叔孙婼求取财货，便派人向他求取帽子，以为借口。叔孙婼佯为不知，只是还给他两顶帽子。申丰带着财货来晋国，想要贿赂晋人，来救出叔孙婼。但叔孙婼不想靠行贿脱身，便把申丰滞留在自己的住处。叔孙婼住在箕地的这段时间，每天都要修葺墙壁和屋顶；等到叔孙婼离开晋国的时候，他的住处和刚来的时候一样新。前517年，春，叔孙婼出使宋国，宋元公设宴招待他，让他坐在右边，说着话便相互落泪。乐祁在宴会后跟人说道：“该高兴的时候悲哀，该悲哀的时候却高兴，这是心意丧失。眼下国君和叔孙恐怕都要死了吧！”秋，鲁昭公在郈昭伯的怂恿下，讨伐季平子，季平子被圍困在高臺上。孟懿子支持季平子，將郈昭伯斬殺於南門之西。叔孙婼想援救魯昭公，沒有成功，自禱其死，十月十一戊辰日，叔孙婼去世。

## 家庭
- 兄，孟丙
- 兄，仲壬
- 兄，竖牛

- 子，叔孙不敢